# Guaiacum unijugum
Guaiacum unijugum — вид квіткових рослин родини парнолистових (Zygophyllaceae).

## Поширення
Ендемік Мексики. Поширений лише у муніципалітеті Лос-Кабос у штаті Баха-Каліфорнія-Сур на північному заході країни.

## Опис
Чагарник заввишки до 2 м. Росте на узбережний дюнах.